# Mia et le Millionnaire
Mia et le Millionnaire (Küss dich reich) est un téléfilm allemand de 2010.

## Synopsis
Mia Westphal est journaliste ; elle vient de rompre avec son fiancé qui a été promu rédacteur en chef. Elle voudrait elle aussi avoir une promotion, qu'elle obtiendra en échange d'un scoop.
Au même moment, un certain Max Marko publie une annonce dans un autre journal. Il propose un million d'euros à la femme qui acceptera de se marier avec lui. Mia répond à l'annonce et se fait passer pour une prétendante afin d'écrire un article sur lui. Elle ignore qu'il est lui aussi journaliste et qu'il prépare un article sur les femmes vénales.

## Fiche technique
- Titre original : Küss dich reich
- Réalisation : Dominic Müller
- Scénario : Wiebke Jaspersen
- Durée : 125 minutes

## Distribution
- Felicitas Woll  : Mia Westphal
- Kai Schumann : Stanislav Markowich alias Max Marko
- Alexandra Kalweit : Tanja, la meilleure amie de Mia
- Gert Schaefer : Gerhard Westphal
- Martin Klempnow : Rolf
- Kerstin Thielemann : Isolde Buntschuh
- Matthias Schloo : Edgar Schnell
- Norbert Ghafouri : Harald von Liechtenstein
- Loretta Stern : Antonia Gruber